# Euklidska geometrija
U euklidskoj geometriji vrijedi pet Euklidovih aksioma, od kojih je jedan tzv. aksiom paralelnosti. Geometrijske teorije koje nisu građene na aksiomu paralelnosti nazivaju se neeuklidskom geometrijom. 
Različite teorije daju različite točne vrijednosti za neke geometrijske tvrdnje. U euklidskoj geometriji je npr. uvijek točno da je zbroj sva tri kuta u trokutu uvijek 180 stupnjeva, što nije slučaj u neeuklidskoj geometriji.
Euklidska geometrija je konvencionalni oblik geometrije koji se podučava u školama, zato što se može primijeniti u bezbrojnim praktičnim primjenana. Euklidska geometrija se na grubo možo podijeliti na:
- mnogokute i poliedre - uključuje:
  - trokute
  - kvadrate
- kutni račun (trigonometrija)
- konusni presjek - uključuje:
  - krugove
  - elipse
  - parabole
  - hiperbole